# Bassanago
Genre
Le genre Bassanago regroupe deux espèces de poissons anguilliformes appartenant à la famille des Congridae.

## Liste des espèces
- Bassanago bulbiceps Whitley, 1948
- Bassanago hirsutus (Castle, 1960)